# Salí de Can Callol i Serrats
Salí de Can Callol i Serrats és un edifici del municipi de l'Escala inclòs en l'Inventari del Patrimoni Arquitectònic de Catalunya.

## Descripció
Situat dins del nucli antic de la població de l'Escala, a l'extrem est del terme i delimitat pels carrers Bonaire, de la Casa Gran i el passeig de Lluís Albert.
Edifici de planta rectangular, amb la coberta a dues vessants de teula, distribuït en planta baixa i pis. La façana principal, orientada al carrer de la Casa Gran, presenta al nivell inferior quatre finestres rectangulars agrupades de dos en dos i, al mig, la porta d'accés principal a l'edifici. Al pis hi ha sis finestres quadrades, també agrupades en parelles. Pel costat est se li adossen dos petits cossos, el posterior format per dos pisos i amb la coberta a un sol vessant, mentre que el davanter presenta una sola planta, amb terrat a la part superior delimitat per una barana d'obra. L'accés es fa a través d'una porta rectangular amb l'emmarcament d'obra. La façana al carrer Bonaire presenta, a la planta baixa, una porta d'accés rectangular, i al seu costat dues finestres de la mateixa tipologia, mentre que les del pis són quadrades. Una estilitzada porta d'arc de mig punt dona accés a l'interior del recinte des del carrer Bonaire. Adossada a la façana sud del salí hi ha una gran terrassa amb sortida des de la primera planta. Ambdues façanes estan rematades per una cornisa sobresortida, sostinguda per petites mènsules decorades, i es troben arrebossades.

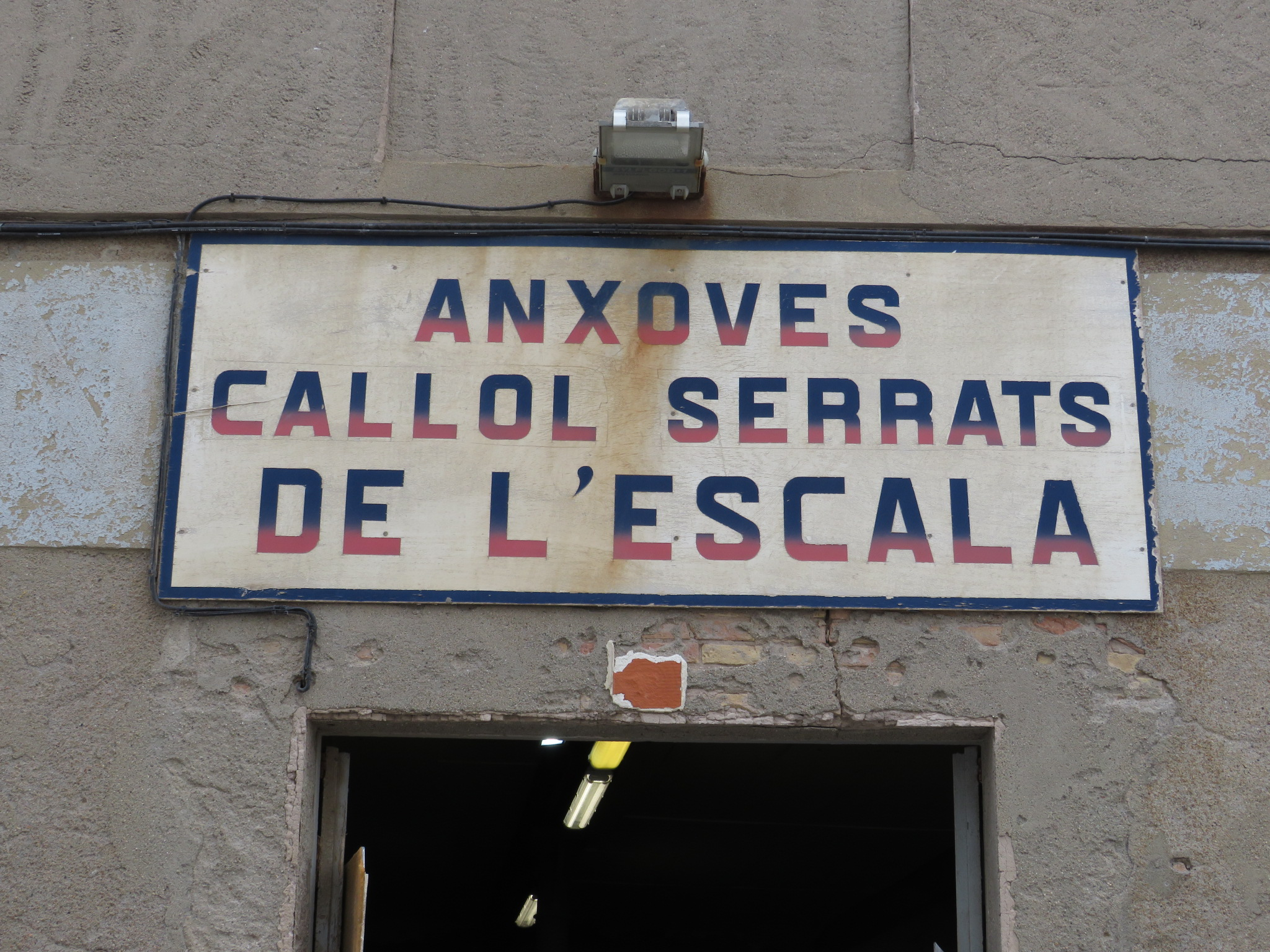
Rètol a l'entrada del carrer de la Casa Gran

A la part posterior del recinte, actualment utilitzada com a zona d'aparcament pels clients d'un hotel proper, s'hi accedeix des del passeig de Lluís Albert. A l'interior hi ha les restes d'un mur bastit amb pedra de diverses mides, lligades amb abundant morter de calç, que manté una antiga porta d'arc rebaixat de maó, amb els brancals bastits amb carreus de pedra ben desbastats.
Per acabar, destaca el fet que aquest salí es troba adossat a les antigues drassanes de la població de l'Escala.

## Història
Aquest edifici va ser concebut com a salí. A l'Escala hi ha documentats deu salins o indústries de salaó des del segle xviii. Les grans captures de peix varen fer necessària la seva conservació en salaó, el mètode més utilitzat des de l'antiguitat.
Els primers magatzems de sal (alfolins) van ser impulsats l'any 1564 per en Felip II, quan endegà el monopoli de la sal. Aquests també actuaven com a seu de la duana marítima, de l'associació de pescadors i d'antigues gabelles. L'existència dels alfolins, juntament amb la navegació de cabotatge, va impulsar l'expansió demogràfica i econòmica.